# Oxycera lii
Oxycera lii är en tvåvingeart som beskrevs av Yang och Akira Nagatomi 1993. Oxycera lii ingår i släktet Oxycera och familjen vapenflugor. Inga underarter finns listade i Catalogue of Life.